# بيجو 3008
بيجو 3008 هي سيارة عصرية من شركة بيجو تم البدأ بتصنيعها في سبتمبر 2008.
بإطلاق بيجو 5008 في يونيو من عام 2009، قدّمت الشركة الفرنسية تصوراً جديداً عن فئة المركبات متعدّدة الاستعمالات متوسطة الحجم يجمع بين الأناقة والمواصفات العملية والأداء الرشيق، وصُنعت المركبة العائلية الجديدة بالاعتماد على قاعدة طراز ستروين C4 غراند بيكاسو، كما تتوفّر بنسخ لخمسة أو سبعة ركاب
يتمتع شكل بيجو 5008 الخارجي بتصميم ديناميكي هوائي متوازن وأنيق، وتوحي السيارة بالانسيابية والرشاقة في كل زاوية من زوايها، حيث تبدو المقدمة مصمّمة على نحو خاص لتشق الهواء، كما يظهر في الأضواء الأمامية الأنيقة وغطاء المحرك المنحدر الذي يمتد إلى الزجاج الأمامي. وتحتوي الواجهة الأمامية على فتحة تهوية كبيرة مغطاة بثلاثة خطوط كرومية تمتد إلى أضواء الضباب الدائرية على الجهتين لتعزّز من الانسيابية وتمنح المركبة المزيد من الأناقة.
تصميم بيجو 5008 الجانبي هادئ وأملس ويترك شعوراً بالحركة، بينما يوحي الخط الوسطي بالأمان، وتبدو النوافذ الجانبية وكأنها تحيط بالسيارة بأكملها ويعود ذلك إلى تصميم النافذة الخلفية المدمجة مع الزجاج الخلفي. ويكشف شكل السيارة الجانبي عن خط تصميمي أنيق يبدأ من مستوى الباب الخلفي ويزداد بروزاً من الجوانب ويلتف حول السيارة من الخلف، وهو ما يمنح المظهر الجانبي ديناميكية أكبر ويضفي هوية خاصة لـ5008 من الخلف.
وتتميز بيجو 5008 بأضوائها الخلفية التي تؤكّد على حضورها على الطرق وخاصة في الليل. بينما يشي تصميم الزجاج الخلفي بسهولة الوصول إلى المقصورة الخلفية، وهي مواصفة هامة للسيرات العائلية.
تم تصميم المقصورة الداخلية الفارهة لتوفّر متعة القيادة للسائق، حيث تتميّز بيجو 5008 بمقعد سائق مميّز يوفّر رؤية ممتازة وشعوراً بالأمان للسائق، كما نجح المصمّمون في ترتيب أدوات التحكّم على مقربة من السائق وذلك بفضل نوعية المقاعد وزاوية المقود المنحدرة التي تذكر بطراز 308 هاتشباك.
كما صّمّمت لوحة التحكّم بتصميم انسيابي يحمل نفس الديناميكية التي تظهر على شكل بيجو 5008 الخارجي، أسفل شاشة العرض المختفية في الكونسول الأمامي، تضمّ المقصورة مشغّل أقراص مدمجة وأدوات تحكّم مختلفة بالعديد من الأنطمة المتوفّرة في السيارة، كنظام الملاحة والنظام الصوتي ومقابس USB و مقابس لأجهزة الآيبود.
وإلى جانب السقف البانورامي الذي يوفّر إضاءة مميزة، يمكن للركاب في الخلف الاستمتاع بالمقاعد المريحة والاتساع الكبير الذي توفّره 5008 لكل ركابها على حد سواء، كما يتوفّر نظام ترفيه لركاب المقاعد الخلفية يشتمل على شاشتين ملوّنتين قياس 7 إنش مثبّتتين على مساند رأس المقاعد الأمامية من الخلف، ويمكن استخدام كل منهما بشكل مستقل.
وتتمتع مقصورة بيجو 5008 بسعة تحميل قصوى تبلغ 823 لتر، يمكن زيادتها إلى 2506 لتر عند طي المقاعد الخلفية
وتتوافر بيجو 5008 بخيارين من المحركات؛ الأول 1.6 شاحن توربيني تتواجد تفاصيله في الأسفل، والمحرك الثاني VTI 1.6 يولد قوة 120 حصان لتتسارع من 0 إلى 100 كم/س في 11.8 ثانية وتبلغ سرعتها القصوى 185كم/س.

## وصلات خارجية
- تقرير بيجو 5008
- بيجو 5008